# Anno Domini High Definition
Anno Domini High Definition ist das vierte Studioalbum der polnischen Progressive-Rock-Band Riverside. Es erschien im Jahr 2009 bei InsideOut Music.

## Entstehung und Veröffentlichung
Nach Rapid Eye Movement gingen Riverside Ende 2008 auf Europatournee. Dass ein neues Album Anno Domini High Definition heißen sollte, war zu dieser Zeit bereits bekannt. Mariusz Duda wählte für das vierte Album bewusst einen aus vier Wörtern bestehenden Titel; dieser spielt auf High Definition an, die Initialen ADHD außerdem auf das englische Akronym für die Aufmerksamkeitsdefizit-/Hyperaktivitätsstörung. Anno Domini High Definition wurde Anfang 2009 aufgenommen. Als Gastmusiker waren Rafał Gańko, Karol Gołowacz und Adam Kłosiński (Bläser) beteiligt. Das Album wurde von Szymon Czech abgemischt und von Grzegorz Piwkowski gemastert. Es erschien auch mit einem Konzertvideo auf DVD sowie auf LP. Travis Smith zeichnete für das Artwork verantwortlich.

## Titelliste
1. Hyperactive – 5:45
2. Driven to Destruction – 7:06
3. Egoist Hedonist – 8:57
  1. Different?
  2. Hedonist Party
  3. Straw Man Dance
4. Left Out – 10:59
5. Hybrid Times – 11:53

## Stil
Riverside spielen auf Anno Domini High Definition atmosphärischen und melodischen Progressive Rock mit Einflüssen aus dem Artrock und vor allem aus dem Progressive Metal. Die Kompositionen sind meist komplex strukturiert und werden von einem losen, im Titel angedeuteten Konzept über die hektische Moderne zusammengehalten. Das Album wirkt intensiver und insgesamt härter als seine Vorgänger.

## Rezeption
Das Album war eine Woche an der Spitze der polnischen Charts und wurde von der Presse positiv beurteilt. Jürgen Gallitz-Duckar von den Babyblauen Seiten kritisiert zwar den Eindruck von „Härte, Hektik und Chaos“, den das Album vermittle. Thomas Kohlruß lobt es jedoch als „kompaktes, kraftvolles, wildes Werk“, Christian Rode als „ein in sich sehr konsistentes, anspruchsvolles und druckvolles Album […], musikalisch wie konzeptionell. Eins der großen Prog-Highlights 2009!“ Für Mike Borrink vom Rock Hard ist Anno Domini High Definition „der nächste große Schritt der Band“.